# Renate Garisch-Culmberger
Renate Garisch-Culmberger (født 24. januar 1939 i Pillau, død 5. januar 2023) var en (øst)tysk atletikudøver, primært kuglestøder.
Renate Garisch-Culmberger stillede op for det fællestyske hold ved OL 1960 i Rom, hvor hun blev nummer seks i kuglestød. Året efter var hun den første tyske kvindelige kuglestøder, der stødte mere end 17 meter, da hun kom ud på 17,18 m. I 1962 vandt hun sølv ved EM, og hun var østtysk mester i disciplinen i alle årene 1961-1965 samt 1967. Hun var også indendørsmester i DDR i 1964 og 1965. I 1964 satte hun verdensrekord indendørs med et stød på 17,19 m.
Hun deltog igen ved OL 1964 i Tokyo på det fællestyske hold, og kom her i finalen med en tredjeplads i kvalifikationsrunden. I finalen var Tamara Press fra Sovjetunionen, der var både forsvarende OL-mester og europamester fra 1962, favorit (hun vandt i øvrigt dagen inden kuglestødskonkurrencen OL-guld i diskoskast), og hun lagde sig i spidsen i første runde af finalen med et forsøg på 17,51 m. Garisch-Culmberger nåede her ud på 17,41 m, mens en anden deltager fra Sovjetunionen, Galina Sybina, stødte 17,38 m. Disse tre kom også til at dele medaljerne mellem sig i den rækkefølge, idet de alle tre forbedrede sig i løbet af konkurrencen, så Press fik guld med 18,14 m, Garisch-Culmberger sølv med 17,61 m og Sybina bronze med 17,45 m.
Garisch-Culmberger stillede op for sidste gang ved OL 1968 i Mexico City, nu for DDR og under navnet Renate Boy efter at være blevet gift med bryderen Nils Boy. Her blev hun nummer fem, og hun opnåede samme placering ved EM i 1969.
Garisch-Culmberger stammede fra en adelsslægt, der oprindeligt kom fra Alsace, og hun blev selv født i Østpreussen, hvorfra hendes familie i løbet af anden verdenskrig blev fordrevet til Thüringen og senere kom til Rügen. Hun blev uddannet vareekspeditør og blev senere beskæftiget i fiskeindustrien. Hun dyrkede i sin ungdom ud over atletik også håndbold.